# Abū-Haddschādsch-Moschee

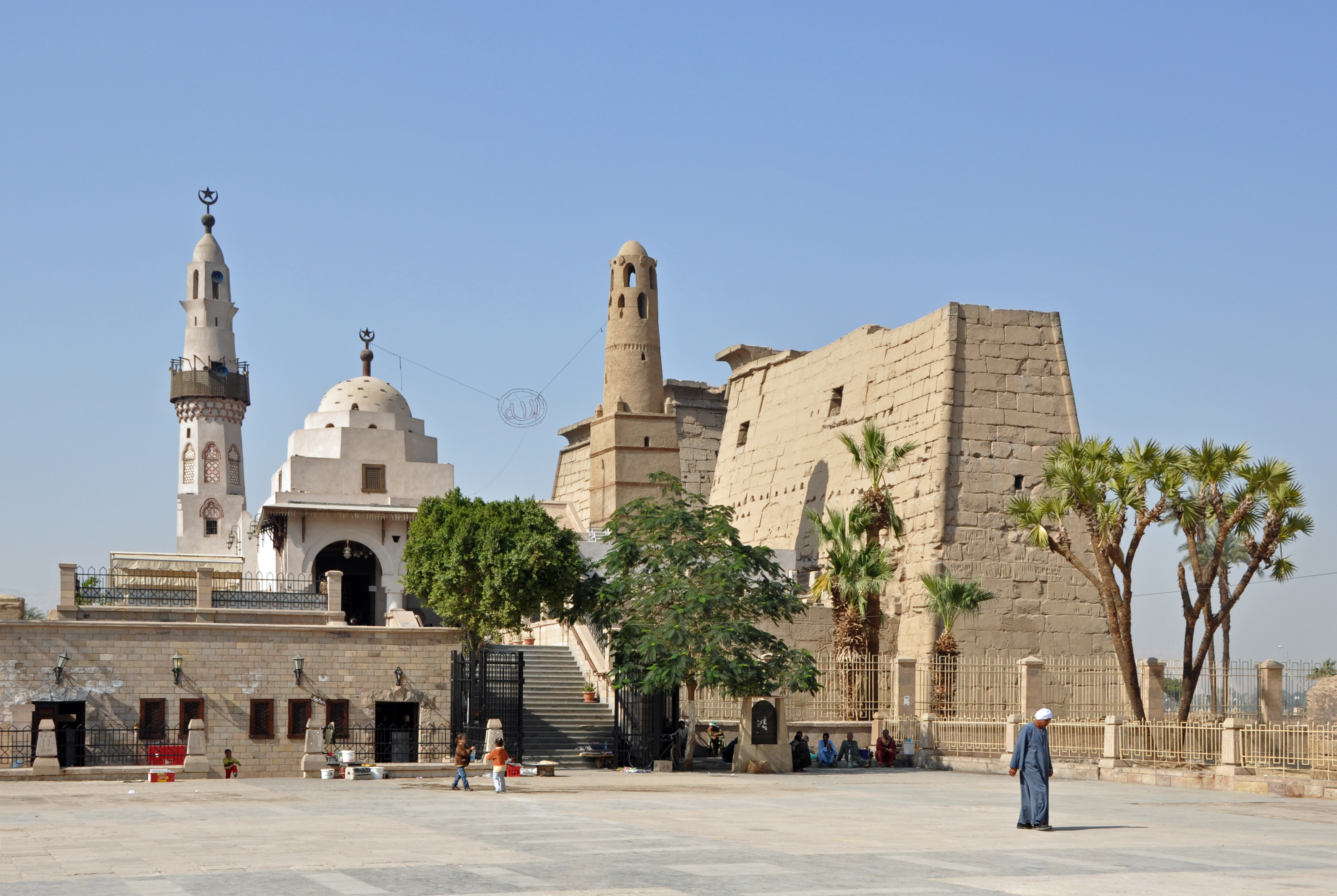
Abū-Haddschādsch-Moschee

Die Moschee von Abū Haddschādsch (arabisch مسجد أبي الحجاج الأقصري Masdschid Abī l-Haddschādsch al-Uqsurī) ist eine Moschee in Luxor, Ägypten. Sie ist in die Struktur des Luxor-Tempels, eines altägyptischen Kultzentrums, integriert und damit einer der ältesten kontinuierlich genutzten Tempel der Welt, der auf die Herrschaft von Pharao Amenophis III. im 14. Jahrhundert vor Christus zurückgeht.

## Architektur

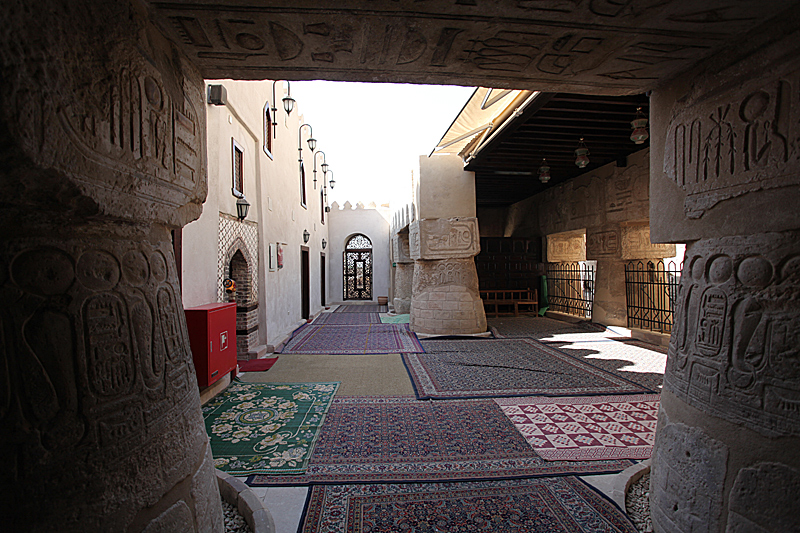
Die Moschee ist in einen ägyptischen Tempel aus der Pharaonenzeit (14. Jahrhundert v. Chr.) integriert.

Die Moschee steht auf den alten Säulen selbst. Dieser Teil des Luxor-Tempels wurde 395 n. Chr. von den Kopten in eine Kirche und 640 in eine Moschee umgewandelt. Die Stätte wurde also 3400 Jahre lang ununterbrochen religiös genutzt, was den Luxor-Tempel zum ältesten Gebäude der Welt macht, das zumindest teilweise noch für andere Zwecke als archäologische oder touristische Zwecke genutzt wird.

## Yūsuf Abū l-Haddschādsch
Schaich Yūsuf Abū l-Haddschādsch war ein Mann, den die Ägypter in der Stadt Luxor jedes Jahr an seinem Maulid (Geburtstag), bekannt als Maulid Abū l-Haddschādsch al-Uqsūrī, feiern.
Er gilt als einer der Aschrāf (Nachkommen des Propheten Muhammad), wurde in Baghdād geboren, zog später nach Makka und ließ sich schließlich in der oberägyptischen Stadt Luxor nieder. Später erhielt er den Beinamen „Vater der Pilger“. „حاج Hāddsch“ bedeutet auf Arabisch „Pilger“ – nicht zu verwechseln mit „حج Haddsch“, das „Pilgerfahrt“ bedeutet. „حجاج Haddschādsch“ ist jedoch die Bezeichnung für jemanden, der die Pilgerfahrt häufig und eifrig unternimmt. Der örtlichen Überlieferung zufolge hat er die Moschee nicht gebaut, sondern sie vor den späteren Versuchen der Behörden bewahrt, sie abzureißen. al-Haddschādsch starb während der Herrschaft von Sultan as-Sālih Ayyūb im Alter von 90 Jahren.

### Mawlīd-Fest
Am Maulid al-Haddschādschs kleiden sich die Bewohner der Stadt Luxor in farbenfrohe Gewänder und nehmen drei Tage lang am Maulid-Fest teil. Zu den Aktivitäten des Festes gehören oft Pferderennen, Darbietungen von Sufi-Musik und Bootsfahrten an den drei Tagen des Festes. Al-Haddschādsch hat Nachkommen, die immer noch in Luxor leben, obwohl einige von ihnen in andere Orte innerhalb und außerhalb Ägyptens gezogen sind.

## Galerie

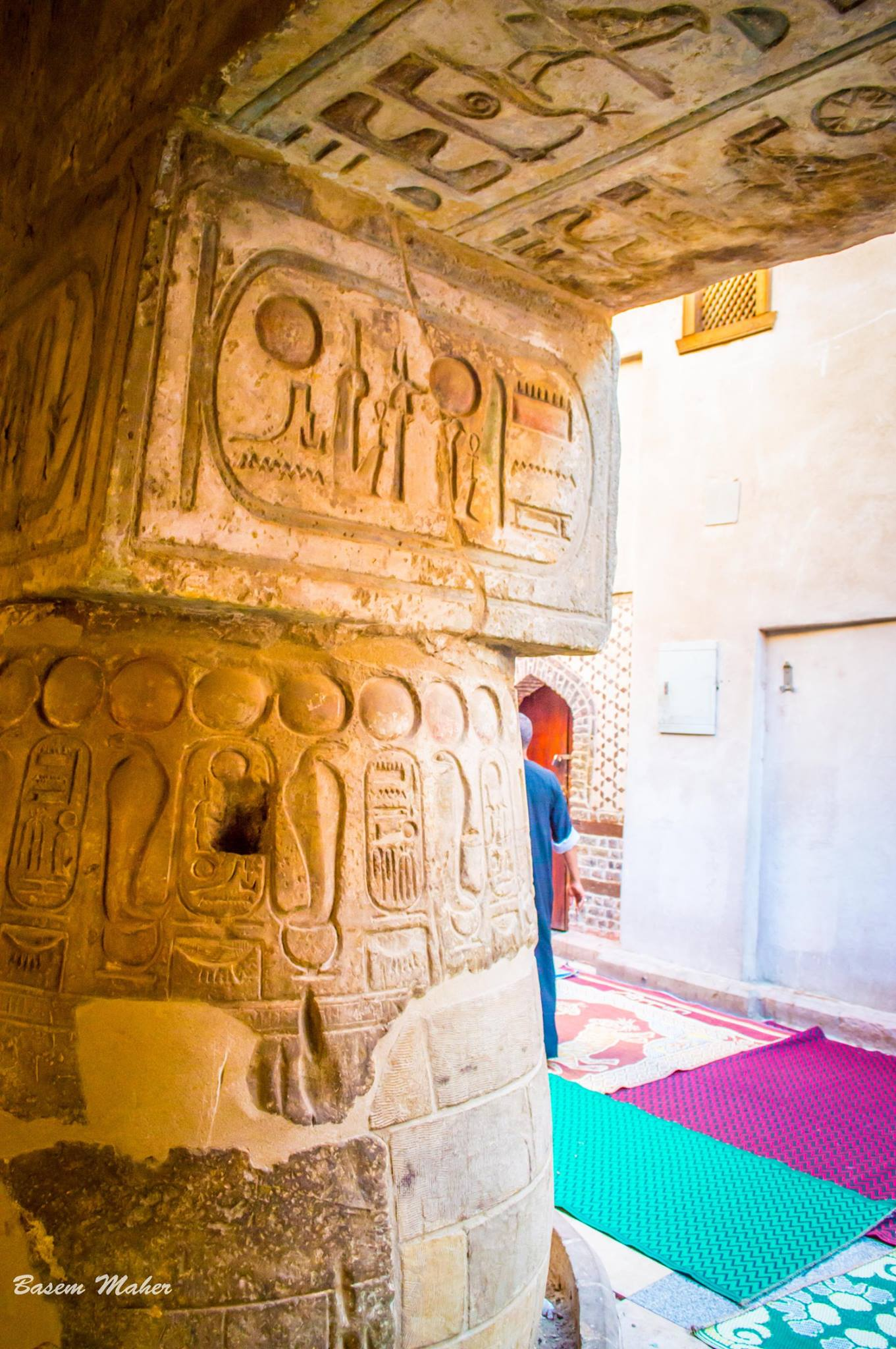
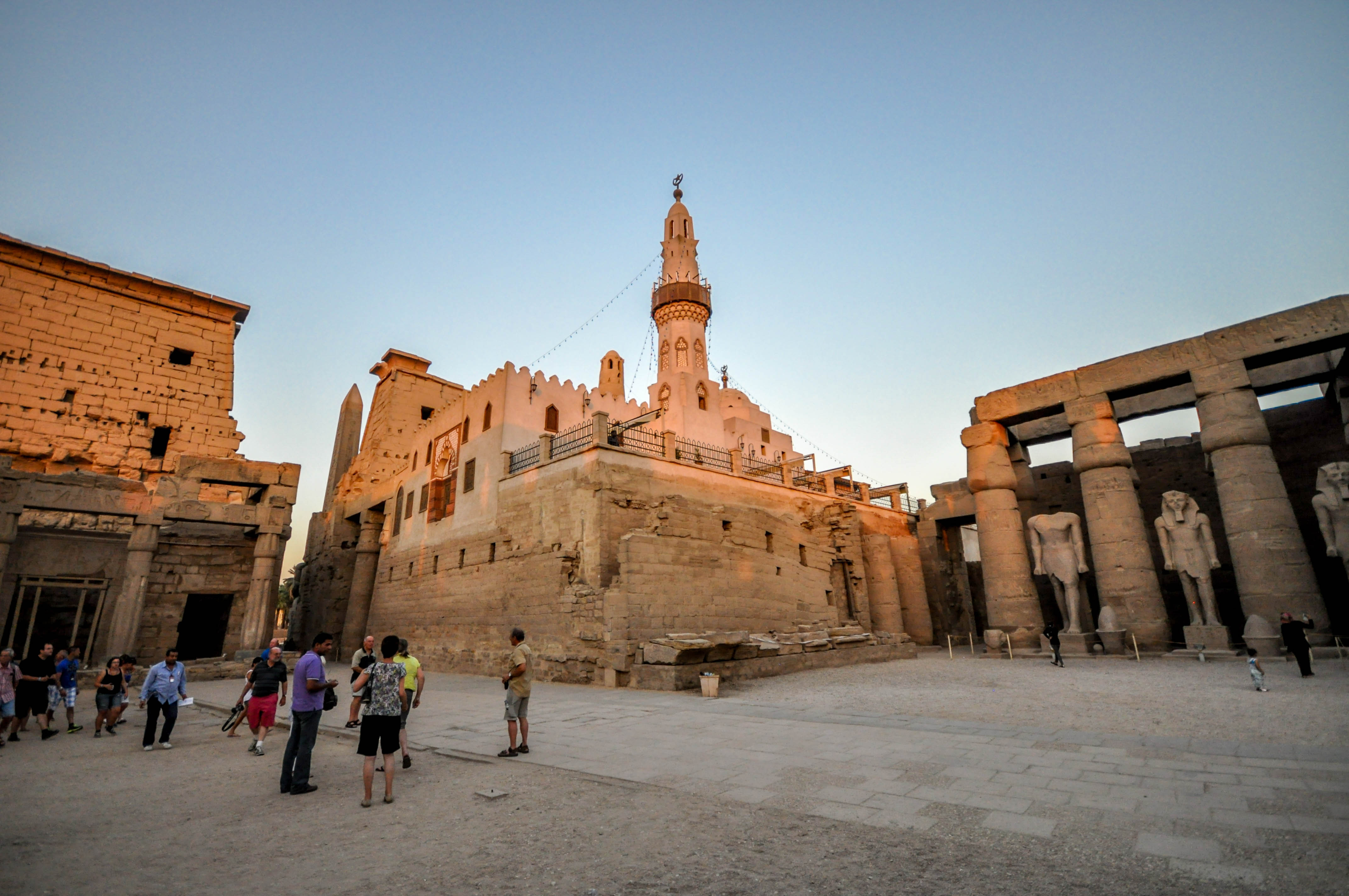
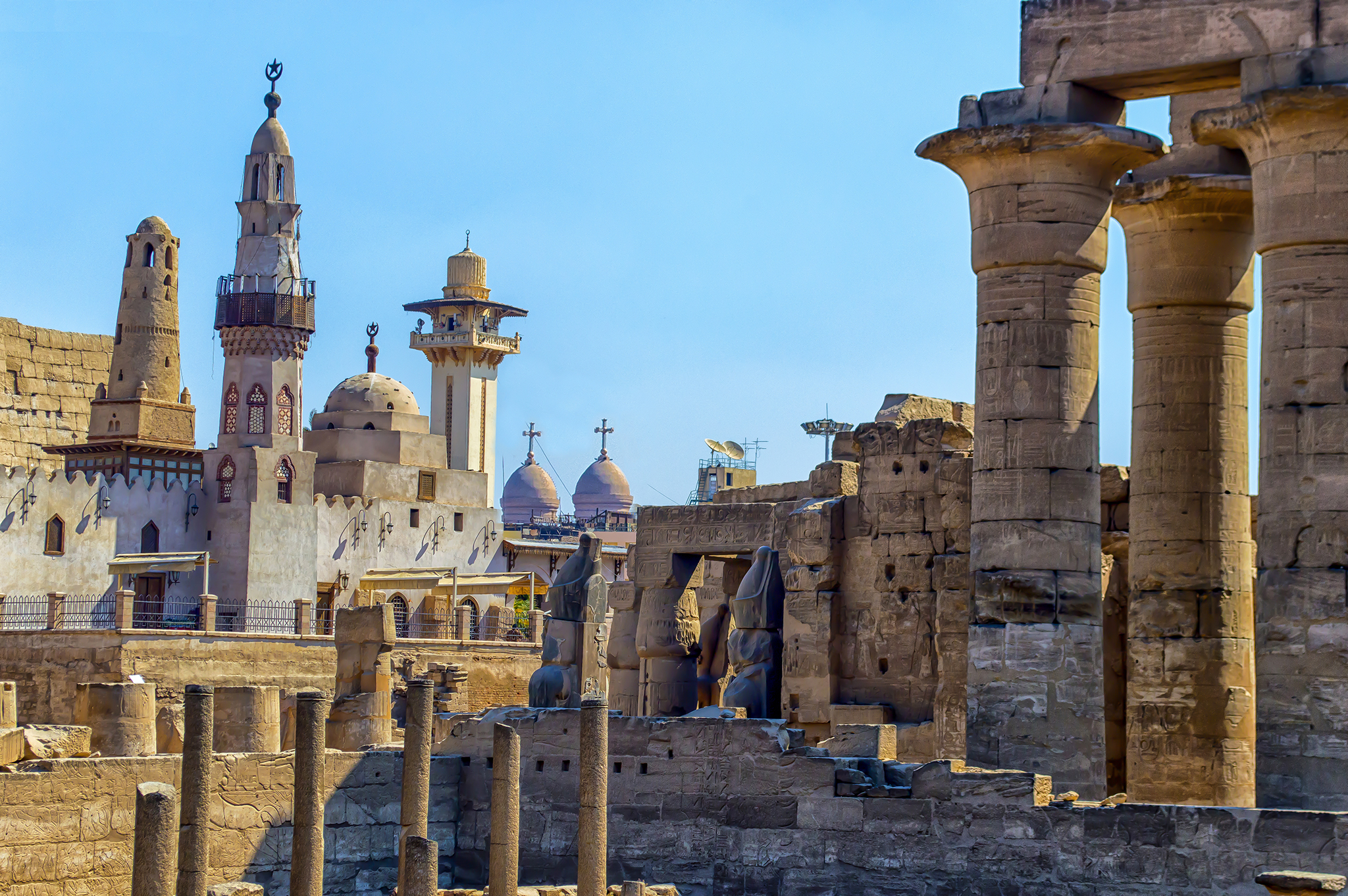
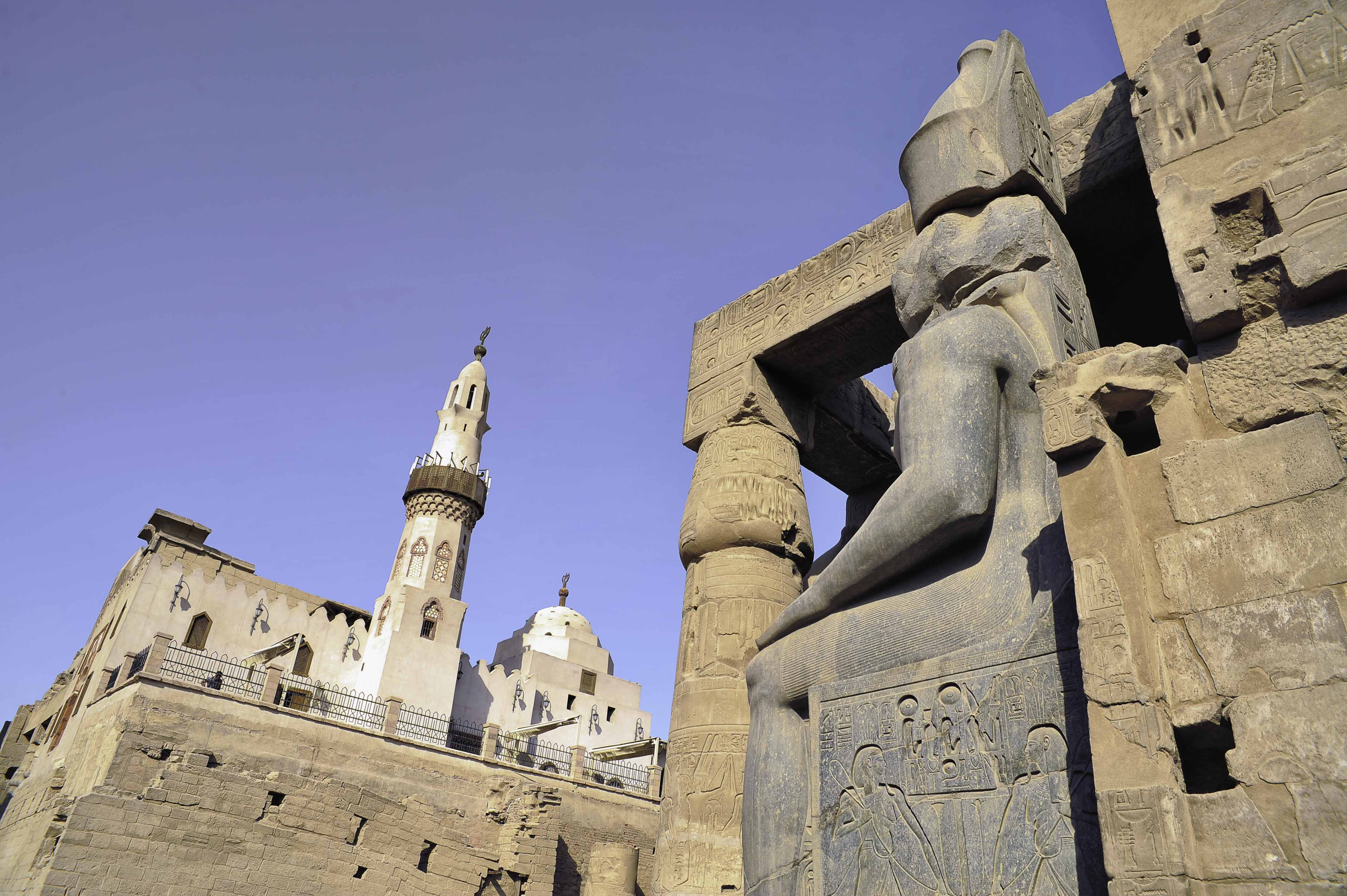
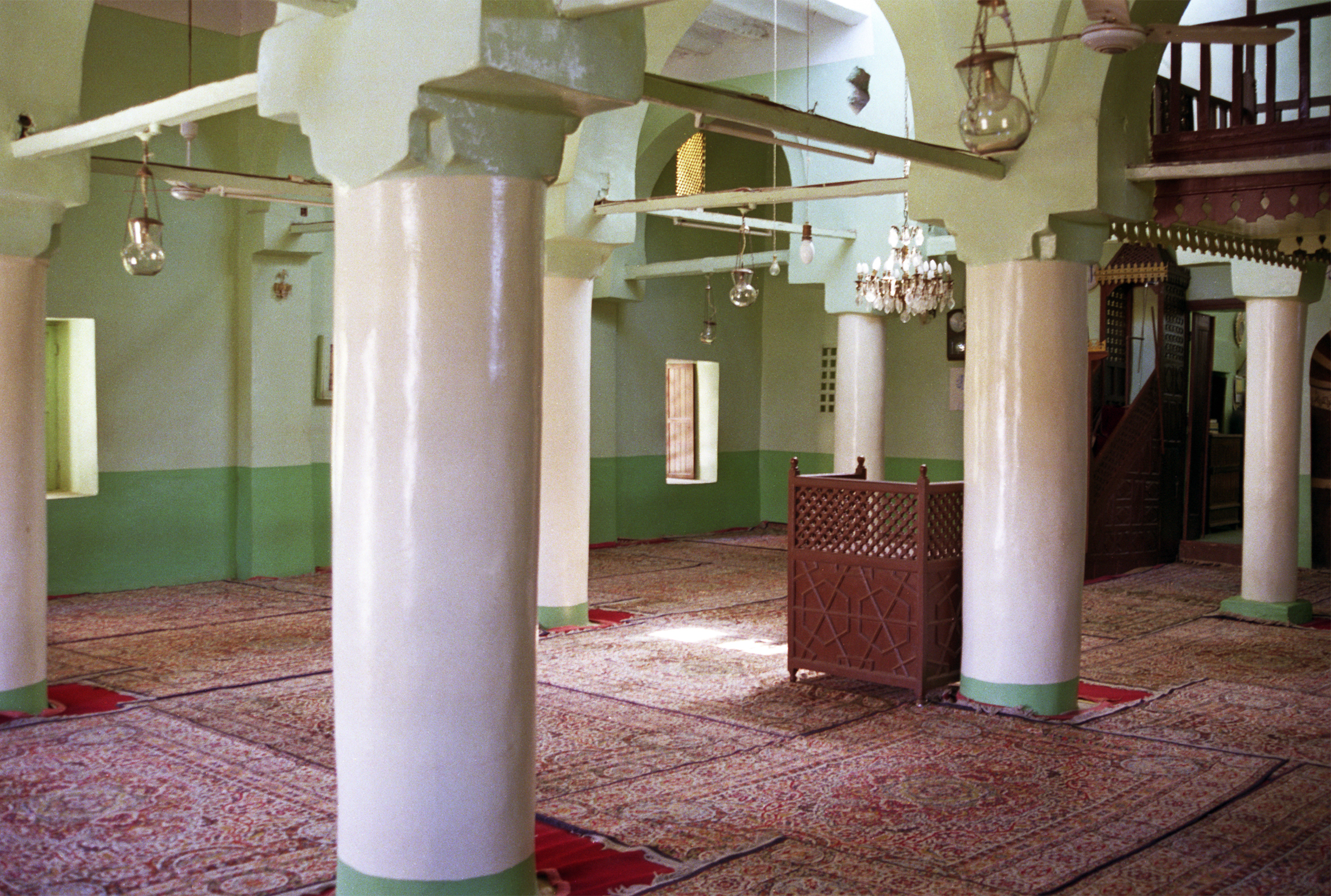